# Kumbhaka
Kumbhaka is een ademhalingstechniek of pranayama in yoga. Bij Kumbhaka wordt de ademhaling opgeschort. Dit kan zowel gebeuren nadat er volledig ingeademd dan wel uitgeademd is, maar ook tijdens de ademhaling.
Kumbhaka staat onder andere beschreven in de Hatha yoga pradipika, een van de oudste geschriften van hatha yoga, met de vermelding van kevala kumbhaka en sahita kumbhaka. Kumbhaka maakt vaak onderdeel uit van andere ademhalingstechnieken. Andere voorbeelden zijn de stambha vritti, pingala stambha vritti, tri bandha kumbhaka en vaya viya kumbhaka. Verder wordt het ook tijdens een mantra's gebruikt, zoals de sargarbha sahita kumbhaka. Iemand die kwakkelt met de gezondheid moet voorzichtig zijn met alle pranayama's waar kumbhaka bij wordt toegepast.
Kumbhaka kan ook als hulpmiddel worden ingezet, bij het zich opnieuw aanleren van de volledige ademhaling. Hierbij wordt bijvoorbeeld in drie tellen ingeademd, twee tellen Kumbhaka aangehouden en vervolgens in zes tellen uitgeademd.
Verder wordt Kumbhaka gebruikt tijdens de uitvoering van bepaalde yogaseries, zoals de Zonnegroet. In de afwisselende in- en uitademhaling, wordt bij sommige houdingen (asana's) de ademhaling opgeschort tot de volgende houding.
volledige ademhaling · middenrifademhaling · flankademhaling · sleutelbeenademhaling · mondademhaling · neusademhaling

abhyantara bahya stambha vritti · activerende ademhaling · agni prasana · anuloma · anuloma viloma · bhastrika · brahmari · chandra bhedana · chatur mukhi · dirgha sukshma · kapalabhati · kevala kumbhaka · kumbhaka · murcha · nadi sodhana · ohm sahita rechaka · plavini · prachhardana · prana apana samyukta · pratiloma · sahita kumbhaka · sama vritti · samanu · sapta vyahrita · sargarbha sahita kumbhaka · sarva dwara baddha · sithali · sitkari · stambha vritti · sukha purvaka · suksama shwasa prashwasa · surya bhedana · tri bandha kumbhaka · ujjayi · vaya viya kumbhaka · viloma · visama vritti